# Jean-Louis Gallois de Maquerville
Jean-Louis Gaspard Gallois de Maquerville, mort en 1780, est un maire de Rouen sous l'Ancien Régime.

## Famille
Il est le fils de François Paul Gallois (1701-1777), chevalier seigneur de Bourg-Beaudouin et Ampenoix, seigneur châtelain de Merey, Gadencourt, Morainvilliers, président à mortier au Parlement de Metz, président à la Cour des comptes, aides et finances de Normandie, gouverneur de la ville et du château de Caudebec, ministre et secrétaire d'État du roi de Pologne, et de Marguerite Lambert († 1783).

## Biographie
Jean-Louis Gaspard Gallois est seigneur de Maquerville, seigneur et patron d'Ampenoix et de Bourg-Beaudouin, seigneur, patron et châtelain de Morainvilliers, Croisy, la Motte, la Chaquetière, Calidu, Franque et de Perriers-sur-Andelle partiellement.
Il devient substitut du procureur général au Parlement de Normandie le 19 juillet 1737 après la démission de son père. Il sera remplacé dans cette fonction le 6 mars 1745 par Jacques Bordier. Il devient le 26 mai 1745 premier avocat général à la Cour des Comptes.
Il acquiert la seigneurie de Calidu le 14 octobre 1749 pour 400 livres.
En 1755, il est nommé lieutenant du roi de la ville et du château de Caudebec.
Il est reçu le 30 novembre 1768 à l'Académie de Rouen. Il en devient le vice-président l'année suivante et président en 1770.
En 1769, il succède à Antoine Le Couteulx de La Noraye à la mairie de Rouen. Il sera remplacé en 1770 par André-Michel du Poerier.
Il meurt le 24 septembre 1780. Un éloge sera publié dans le Précis de l'Académie le 7 août 1782.